# 후카호리촌
후카호리촌(深堀村)은 나가사키현 남부, 나가사키 반도의 니시소노기군에 있던 촌이다.

## 지리
노모 반도(나가사키 반도)의 중북부에 위치한다.

## 역사
- 1889년 4월 1일 - 정촌제 시행에 의해 니시소노기군 후카호리촌이 성립하였다.
- 1955년 1월 1일 - 후쿠다촌과 함께 나가사키시에 편입해 지자체는 폐지되었다.

## 참고문헌
- 角川日本地名大辞典 42 長崎県
- 西彼杵郡現勢一班「深堀村現勢概要」（1926年）国立国会図書館デジタルコレクション